# 日本ダムアワード
日本ダムアワード（にほんダムアワード、英:Japan Dam Award）は、一年で最も印象に残る働きをしたダムに贈られる賞。目立たないインフラであるダムの活躍を顕彰するため、2013年にダムマニア(ダム愛好家)らにより創設されたファンイベントである。主催者側は「ダムファンによる、ダム版アカデミー賞」と称している。
日本ダムアワードは、ダムの事業者や建設業者とは無関係な一般のダムマニアによる実行委員会がイベントを主導し、実行委員会と来場者の投票により受賞ダムが決定される。
日本ダムアワードはあくまでダムマニアが勝手に開催したイベントであったが、受賞したダム管理者から歓迎され、初年度より受賞ダム事務所にて授与式が催されている。2023年度は河川財団の河川基金へ助成金を申請し、助成金を用いながら運営されている。

## 沿革

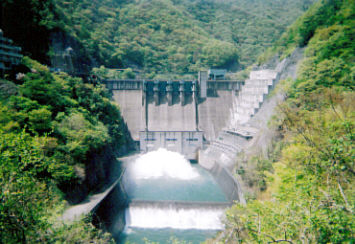
薗原ダム(2012ダム大賞)

日本ダムアワードは、ダムイベント「ダムナイト」等の主催や、ダム事務所で配布されるダムカードの発案などで知られるダムライターの萩原雅紀が、2012年にオンラインのコンテンツサイト「デイリーポータルZ」に寄稿したいち記事「勝手に決定！2012ダムアワード」が、端緒となっている。萩原は2006年頃に映像制作会社からの依頼で、利根川の上流ダムを巡るDVDを制作し、その発売記念イベントとして、東京都内2か所でダムの魅力を語る会を開いたところ、約百人の来場があって盛況だったことで、ダムファンがダムを表彰するイベントとして、ダムアワードを発案したという。デイリーポータルZの当該記事では萩原が空想したイベントである「ダムアワード」の様子を、会場の歓声やどよめきなども含めて、実際にイベントが行われたかの如く紹介された。
萩原は、年末の風物詩として、各界でその年に目覚ましい活躍をした人々を称えるレコード大賞や、スポーツ界のMVPといった賞があるので、ダム界でもそのようなコンベンションがあったらいいと思っていたという。萩原は「ダムは誰からも労われないから、ダムファンがそういう賞を作ろう」というスタンスで書こうとしたが、調べると土木学会の年度表彰でダムが選ばれることがあったり、元国交省管轄の水源地環境センターで「ダム・堰危機管理業務顕彰」という賞があったり、自治体から個別に表彰されることもあるとわかったが、それでもダムファンの側からダムに感謝したいと思い、記事を公開した。
「勝手に決定！2012ダムアワード」の記事中では、萩原が知人と共に集めた当年度の各地のダムの活躍を取り上げ、放流賞、発電賞などの賞で各ダムの功を讃えた。2012年のダム大賞には、首都圏の水源である利根川水系で有毒物質のホルムアルデヒドが検出された事故に対し緊急放流を行い希釈をした、群馬県の薗原ダムをダム大賞に選出した。
2012年度の記事の末尾では、
として、萩原はこの時点ですでにイベント化への意欲をのぞかせていた。
翌2013年、萩原は夏前からイベント化を企画。ダム関連のイベントで利用しているイベント施設を早い段階で予約するとともに、ダムマニアの知人とともに情報収集を行った。晩夏には「日本ダムアワード選考委員会」を立ち上げ、ネット上に会議室を作って、選考を行う部門や、そこにノミネートするダムを考えたという。
第1回の日本ダムアワードは2013年の12月29日に開催された。チケットは完売。総合司会は萩原が務めた。全28ダムがノミネートされ、萩原を含む5名のプレゼンターが各ダムの活躍をプレゼンし、来場者の投票により放流賞、イベント賞、低水管理賞、洪水調節賞、そしてダム大賞が決定された。初回のダム大賞には、平成25年台風第18号の豪雨に対し、通常の運用範囲を超える貯水を行い桂川流域の浸水被害を大きく低減させた、独立行政法人水資源機構が管理する日吉ダムが選出された。
萩原によると、日本ダムアワードはあくまでファンが勝手に企画したイベントであり、ダム関係者には事前に内容を説明していなかったが、イベント終了後すぐに水資源機構の公式ツイッターアカウントより受賞を祝うツイートがあり、非常に驚いたという。

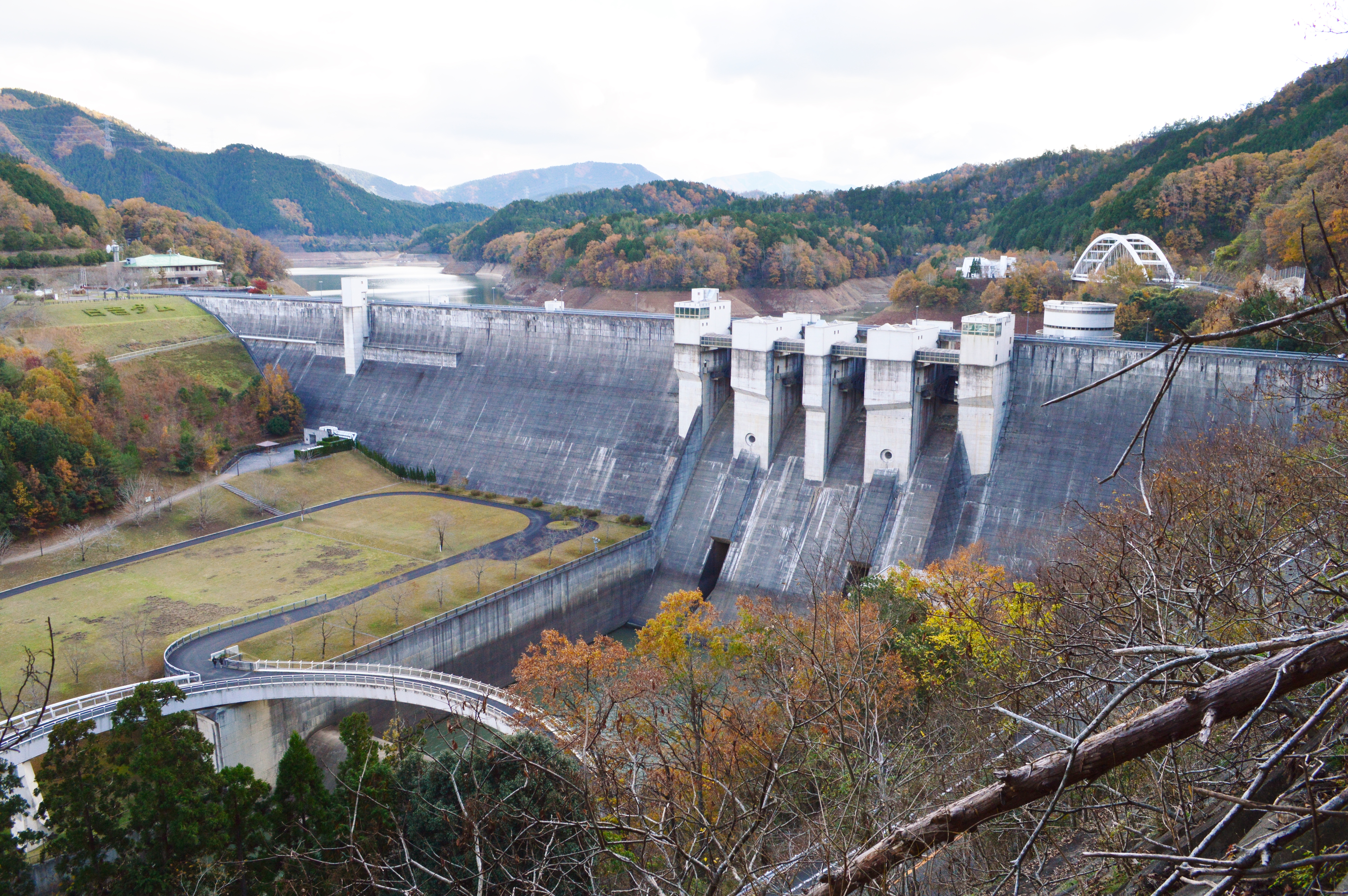
日吉ダム(2013ダム大賞)

日吉ダムで催されたトロフィーの授与式では、日吉町道の駅のマスコットキャラクターゆっぴ〜や、地元紙、テレビ、業界誌の取材が集まり報道され、日本ダムアワードはダム業界に知られるイベントとなった。
2022年に日本ダムアワードは10周年を迎えた。例年、夜間に開催されるイベントであったが、2022年のみ昼の開催となった。
日本ダムアワード2023は、翌年に繰り越して2024年の1月末に開催された。

## 部門

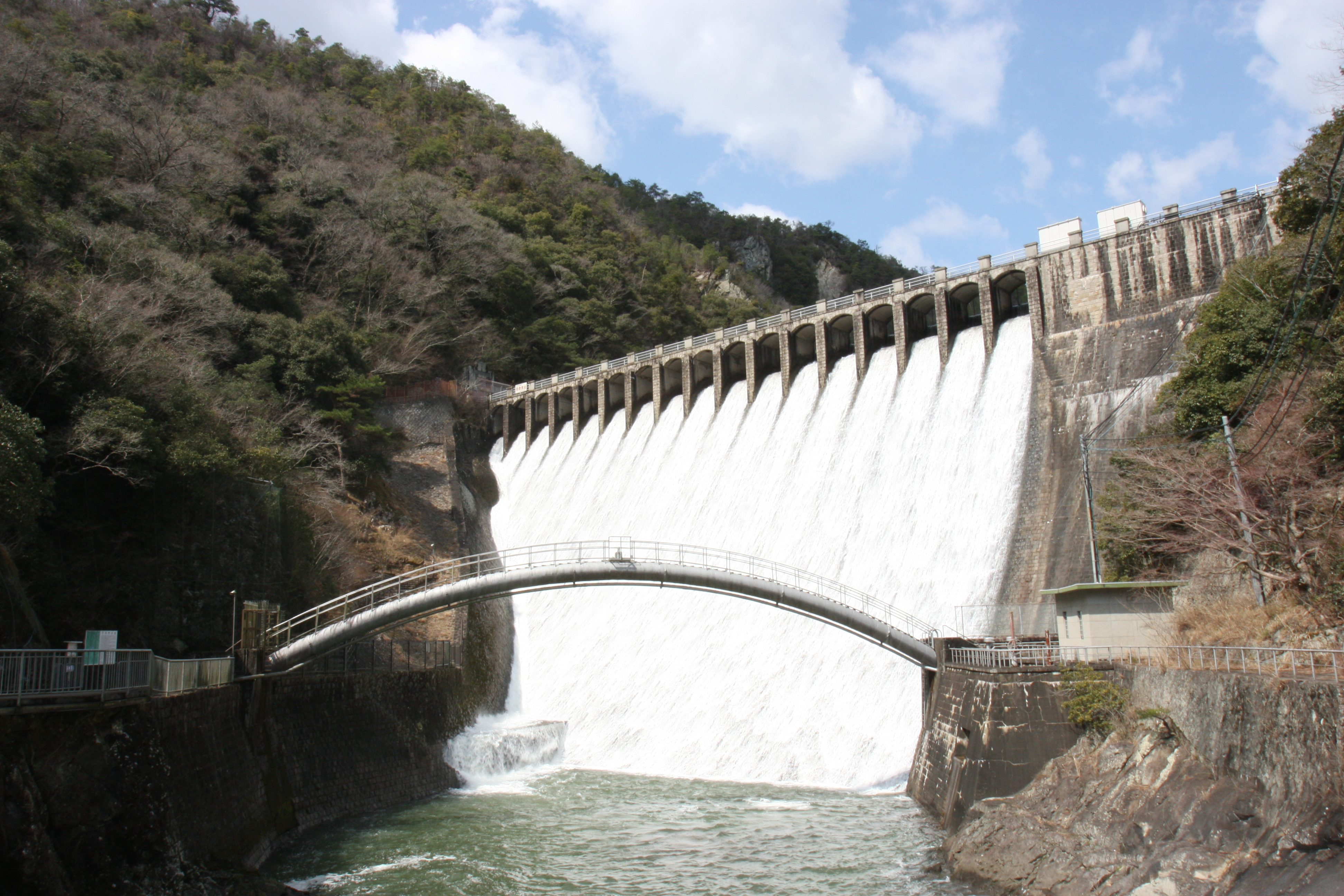
千苅ダム(2018年放流賞)

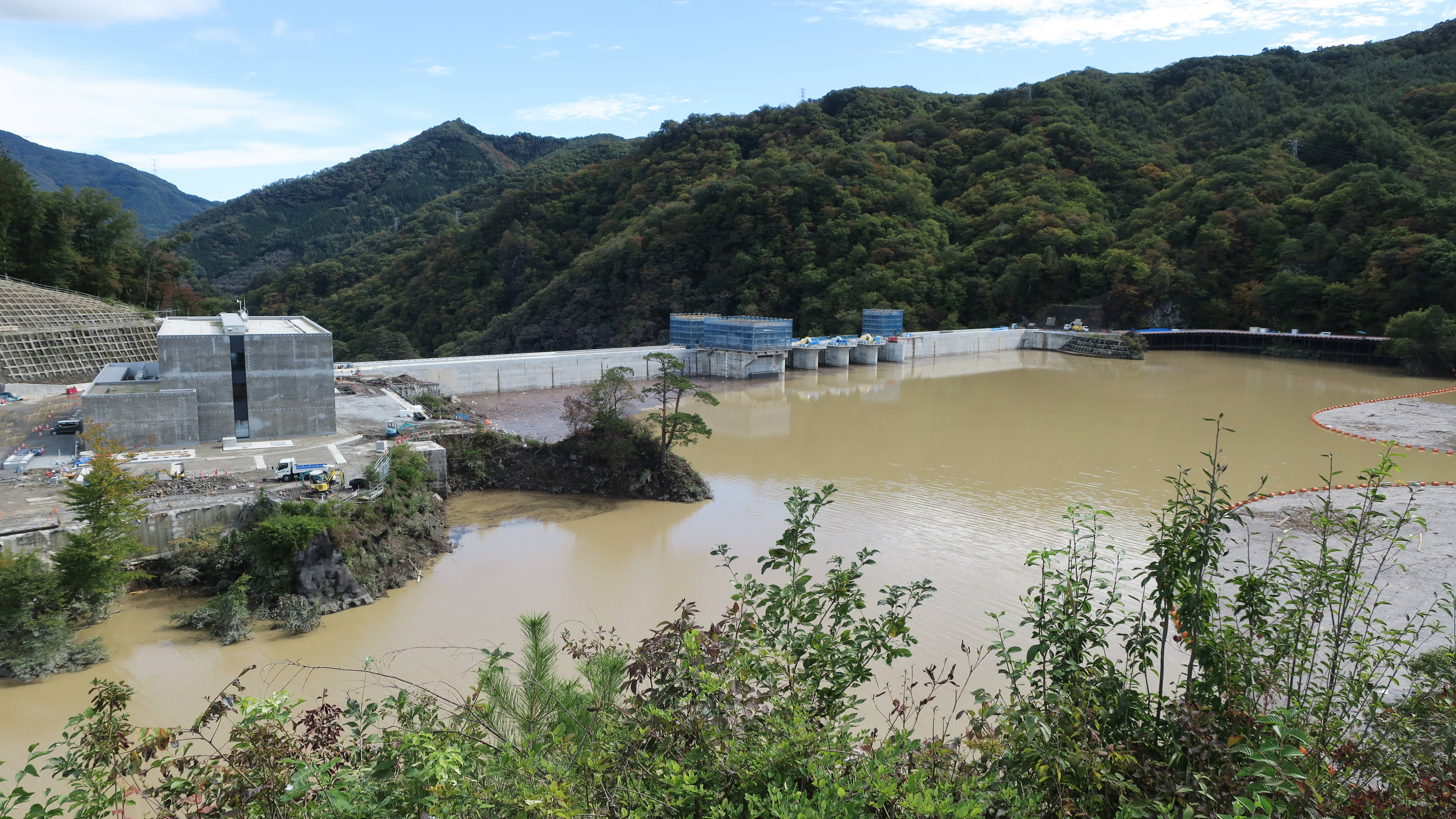
八ッ場ダム(2019年洪水調節賞)

日本ダムアワードには以下の部門が置かれる。該当する事案のない場合は、受賞するダムが選ばれないこともある。
放流賞
当該年に放流したダムの中からもっとも印象に残った放流を行ったダムに授与する。本賞は、試験・点検放流の実施機会を活発化させ、ダム事業者やダム所在地域の活性化に資するもの。
イベント賞
当該年にダムで開催されたイベントのうち、ダム事業者が関与したものの中からもっとも印象に残ったイベントが行われたダムに授与する。本賞は、ダム事業者主催のイベントの活性化に資するもの。
低水管理賞
当該年においてもっとも印象に残った低水管理（利水補給）を行ったダムに授与する。
洪水調節賞
当該年においてもっとも印象に残った洪水調節を行ったダムに授与する。
ダム大賞
当該年に上記部門でノミネートされたダムの中から、もっとも印象に残ったダムに授与する。
臨時部門賞
実行委員の協議により、必要あれば、上記に属さない部門を設け、当該年においてもっとも印象に残ったダムに授与する。

- 2014年には、ダム事業者が取り組んでいる長期プロジェクトのうち、ダム所在地域、受益者及びダムファンに関係のあるもののなかからもっとも印象的なプロジェクトを行っているダム事業者に授与するものとして、プロジェクト賞が設けられた。中国地方の各ダムが配布する「ダムカード」を集めると「中国地方ダムマニア」に認定してもらえる人気イベントを企画した中国地方整備局に賞が贈られた。
- 2016年、2018年にはライトアップ賞が設けられた。それぞれ月山ダム、旭ダムが選出された。

ダムアワード実行委員特別賞
実行委員の協議により、必要あれば、ダムアワード実行委員会がもっとも印象に残ったダムに授与する。2022年現在の受賞は無い。

### 勝手に決定！2012ダムアワードの賞

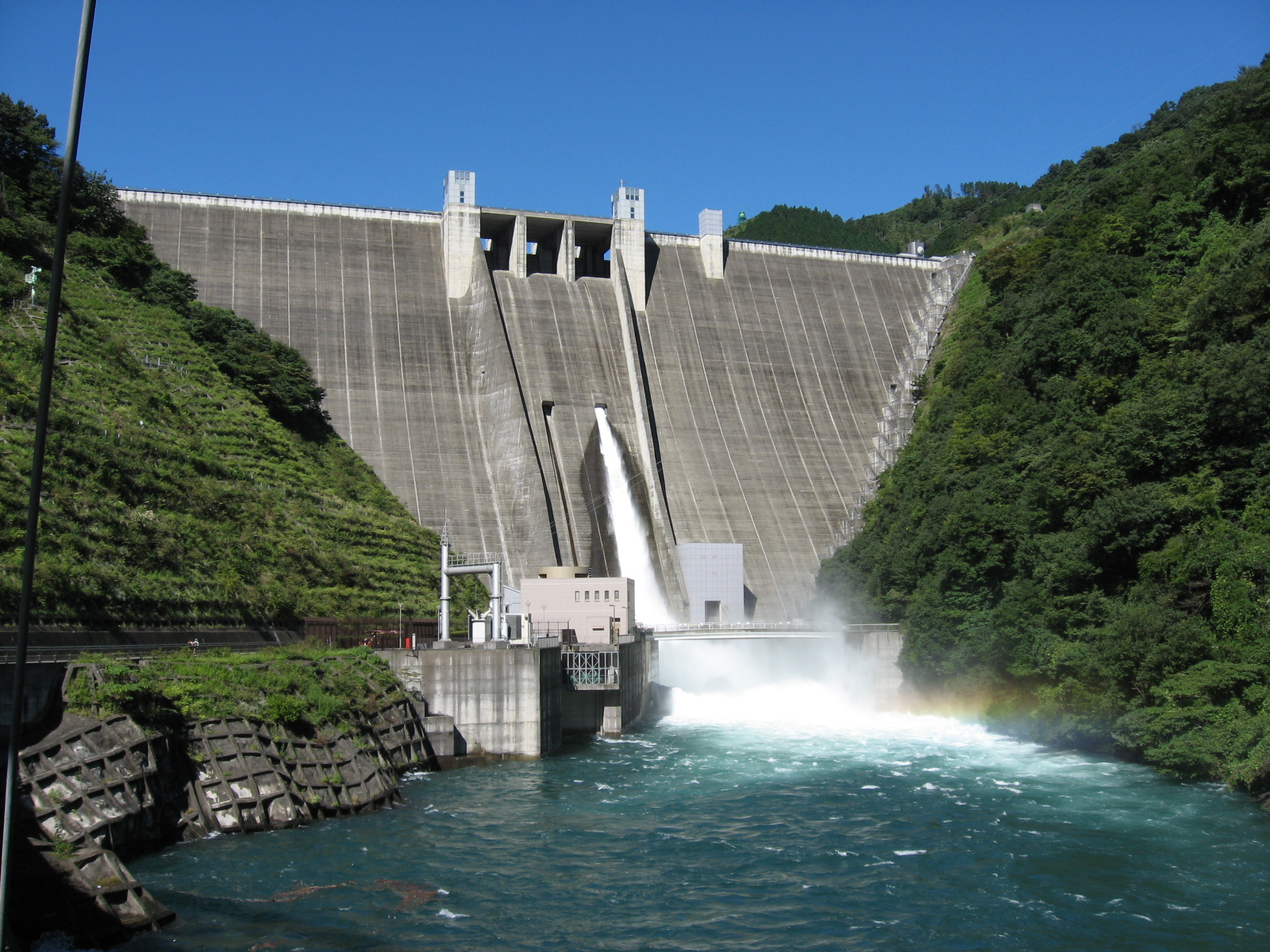
宮ヶ瀬ダム(2012年放流賞)

2012年にインターネット記事上にて開催されたダムアワードのプロトタイプでは、現在のフォーマットと異なる賞が設けられていた。
- 新人賞
- 総流入量賞
- 放流賞
- 洪水調節賞
- 利水補給賞
- 発電賞
- 功労賞
- ダム大賞

## イベントと選考
1. 会場の様子
2. プレゼンの様子
3. プレゼンターの方々
4. 会場で供されるカレー・カクテル
5. ウェルカムボード
6. 授与式の様子の画像提供をお願いします。（2024年1月）

日本ダムアワードではイベント会場の来場者による人気投票により受賞ダムを選出し、後日、受賞したダムへ記念品の授与を行っている。日本ダムアワードの公式サイトでは日本ダムアワードについて、「ダムファンによる、ダム版アカデミー賞」として説明している。

### 選考
各賞の選出には、次のステップを踏む。
1. ダムマニア有志からなる実行委員会によるリサーチ、もしくはダム関係者による自薦により、各賞ごとにノミネート候補のダムを決定する。
2. 実行委員会がさまざまな視点からノミネート候補のダムを検証し、ノミネートされるダムを選出する。
3. 各部門ごとに1～2名のプレゼンターを決め、会場にてノミネートされたダムをプレゼンテーションし、実行委員と来場者による投票で受賞ダムを決定する。

### 会場

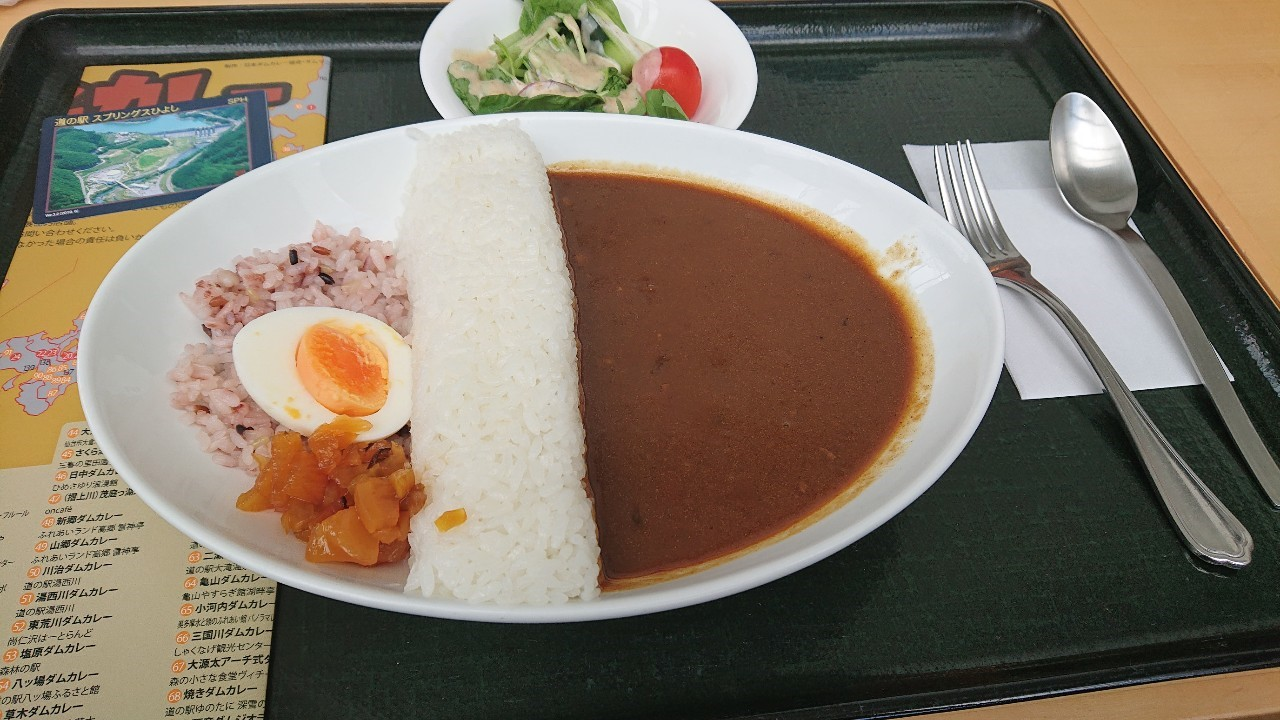
ダムカレー（参考画像）

日本ダムアワードは2013年の初回より東京都のイベントハウス型飲食店「東京カルチャーカルチャー」にて開催されている。会場の収容数は約150人程度。
例年、ご飯をダム、カレー（カレーソース）をダム湖に見立てて器に盛りつけたダムカレーや、サワーの色を湖水に見立てたダムサワーが提供される。また、会場の物販スペースではダムに因んだ漫画や写真集、シャツなどが販売される。

### ライブ配信
例年、東京カルチャーカルチャーにおけるリアルイベントと並行して、ライブ配信サービス「ツイキャス」による有料配信が行われている。

### 賞品

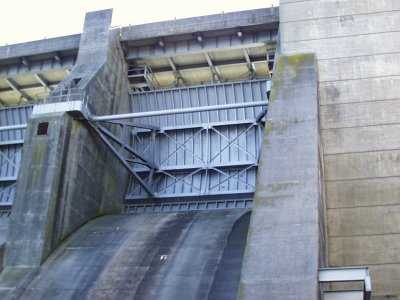
クレストゲート(参考画像)

入賞したダムには、金のクレストゲート像または盾が贈られる。
クレストゲートとは、ダムの堤頂部に設けられる放流設備に設置されるゲート。クレストゲートからの放流は豪快であり、ダムマニアならずとも一度は見ておきたい放流であるとされ、多くのダムファンにとってダムの象徴とも言うべき場所であるという。
萩原は、アワードにつきものなのがアカデミー賞のオスカー像や映画賞の金熊賞や金獅子賞のような特徴的なトロフィーであると考え、日本ダムアワードでもダムに因んだ「金のクレストゲート像」を制作した。初回のトロフィーは、3DCADができるダムファンのひとりが設計・制作した。

### 授与式
記念トロフィーまたは盾は、イベントの後、各受賞ダムへ選考委員が届けに行く。その際「授与式」を開催するダムもあり、その模様が地元の新聞、テレビ等で取材され、ダムの活躍や役割を一般に広める役目を果たしているという。

## 評価
日本ダムアワードはダムの事業者や建設業者とは無関係な一般のダムマニアによる賞でありながら、ダム関係者に知られた賞となっている。
土木工学者の吉川弘道は日本ダムアワードのイベント賞について、昨今のインフラツーリズムやダムツーリズムとも呼べるもので、地域に根付く社会インフラへの理解と愛着を助長するとしている。
日本ダムアワードは、土木学会による土木の役割・意義・魅力について広報を行っている活動に贈られる土木広報大賞にて、2019年度にイベント部門の準優秀部門賞を受賞した。講評では、「ダムの活躍に思いを馳せ、ファン同士が語り合う企画自体がユニークで話題性も高い」、「ダムという一般的に取り上げられることが少ない土木構造物の活躍を、ダム愛好家という土木業界以外の方々が讃えることにより、ダムに関する社会的意義やダムに対する親近感などの醸成に大いに寄与した取組」などと評された。
2023年（令和5年）、日本ダムアワードは河川財団に助成金を申請し、「『日本ダムアワード』実施によるダムの理解促進活動」として河川基金助成事業の川づくり団体部門として採択され、助成を受けた。